# Pedro Aparício
Pedro Miguel Santos Aparício, noto semplicemente come Pedro Aparício (Aveiro, 22 agosto 1995), è un calciatore portoghese, centrocampista del Petro Atlético.

## Carriera
Nell'estate del 2022 firma un contratto di un anno con opzione di rinnovo con il Moreirense. Il 4 giugno 2023 prolunga il contratto per un'altra stagione.

## Statistiche

### Presenze e reti nei club
Statistiche aggiornate al 21 settembre 2023.
| Stagione        | Squadra         | Campionato      | Campionato | Campionato | Coppe nazionali | Coppe nazionali | Coppe nazionali | Coppe continentali | Coppe continentali | Coppe continentali | Altre coppe | Altre coppe | Altre coppe | Totale | Totale | Totale |
| Stagione        | Squadra         | Comp            | Pres       | Reti       | Comp            | Pres            | Reti            | Comp               | Pres               | Reti               | Comp        | Pres        | Reti        | Pres   | Reti   |        |
| --------------- | --------------- | --------------- | ---------- | ---------- | --------------- | --------------- | --------------- | ------------------ | ------------------ | ------------------ | ----------- | ----------- | ----------- | ------ | ------ | ------ |
| 2014-2015       | Gafanha         | CdP             | 30         | 4          | CP              | 0               | 0               |                    | -                  | -                  |             | -           | -           | 30     | 4      |        |
| 2016-2016       | Gafanha         | CdP             | 31         | 3          | CP              | 0               | 0               |                    | -                  | -                  |             | -           | -           | 31     | 3      |        |
| 2017-2017       | Águeda          | CdP             | 17         | 3          | CP              | 0               | 0               |                    | -                  | -                  |             | -           | -           | 17     | 3      |        |
| 2019-2020       | Beira-Mar       | CdP             | 17         | 3          | CP              | 1               | 0               |                    | -                  | -                  |             | -           | -           | 18     | 4      |        |
| 2020-2021       | Beira-Mar       | CdP             | 16         | 3          | CP              | 1               | 1               |                    | -                  | -                  |             | -           | -           | 17     | 4      |        |
| 2021-2022       | Mafra           | SL              | 31         | 0          | CP+CdL          | 6+0             | 0               |                    | -                  | -                  |             | -           | -           | 37     | 0      |        |
| 2022-2023       | Moreirense      | SL              | 33         | 6          | CP+CdL          | 2+3             | 0               |                    | -                  | -                  |             | -           | -           | 38     | 6      |        |
| 2023-2024       | Moreirense      | PL              | 5          | 0          | CP+CdL          | 0               | 0               |                    | -                  | -                  |             | -           | -           | 5      | 0      |        |
| Totale carriera | Totale carriera | Totale carriera | 180        | 22         |                 | 13              | 1               |                    | -                  | -                  |             | -           | -           | 193    | 23     |        |